# Orphniospora
Orphniospora är ett släkte av lavar. Enligt Catalogue of Life ingår Orphniospora i familjen Fuscideaceae, ordningen Umbilicariales, klassen Lecanoromycetes, divisionen sporsäcksvampar och riket svampar, men enligt Dyntaxa är tillhörigheten istället familjen Fuscideaceae, klassen Lecanoromycetes, divisionen sporsäcksvampar och riket svampar.
|              | Maronea                                                                         |
|              |                                                                                 |
|              | Fuscidea                                                                        |
|              |                                                                                 |
|              | Hueidea                                                                         |
|              |                                                                                 |
| Orphniospora | \| \| Orphniospora moriopsis \| \| \| \| \| \| Orphniospora mosigii \| \| \| \| |
|              | \| \| Orphniospora moriopsis \| \| \| \| \| \| Orphniospora mosigii \| \| \| \| |
|              | Orphniospora moriopsis                                                          |
|              |                                                                                 |
|              | Orphniospora mosigii                                                            |
|              |                                                                                 |

|  | Orphniospora moriopsis |
|  |                        |
|  | Orphniospora mosigii   |
|  |                        |